# الصورة النمطية الضمنية
في نظرية الهوية الاجتماعية، تمثل الصورة النمطية الضمنية أو التحيز الضمني الإسناد الانعكاسي المسبق لمجموعة من الصفات المحددة بواسطة فرد ما إلى عضو من خارج جماعته.
من المعتقد أن منشأ الصور النمطية الضمنية عائد إلى التجارب المختبرة وقائم على الارتباطات المتعلمة بين صفات معينة وفئات اجتماعية محددة، بما في ذلك العرق و/أو الجندر. تُعتبر الإدراكات الحسية للفرد إلى جانب سلوكياته عرضة للتأثر بالصور النمطية الضمنية التي يحملها، على الرغم من عدم وعيه في بعض الأحيان بحمله مثل هذه الصور النمطية. يمثل التحيز الضمني أحد جوانب الاستعراف الاجتماعي الضمني: الظاهرة المنطوية على قدرة الإدراكات الحسية، والاتجاهات والصور النمطية على العمل بشكل سابق للنية أو التأييد الواعيين. يلقى وجود هذا التحيز الضمني دعمًا بوساطة مجموعة متنوعة من المقالات العلمية في البحث العلمي النفسي. حدد عالما النفس ماهزارين باناجي وأنتوني غرينوالد الصورة النمطية الضمنية لأول مرة في عام 1995.
على النقيض من ذلك، تشير الصورة النمطية الصريحة إلى الأفكار والمعتقدات المقصودة والمؤيدة بالوعي التي تتميز بإمكانية التحكم بها في بعض الأحيان.
مع ذلك، من المعتقد أن التحيزات الضمنية ناتجة عن الارتباطات المتعلمة خلال التجارب الماضية. يمكن تنشيط التحيزات الضمنية بواسطة البيئة، إذ تسبق هذه التحيزات التأييد الواعي المقصود في عملها. قد يستمر التحيز الضمني حتى في حالات رفض الفرد للتحيز بشكله الصريح.

## النتائج

### تحيزات الجندر
تمثل تحيزات الجندر الاتجاهات النمطية أو الأحكام المسبقة التي نظهرها تجاه أحد أشكال الجندر المحددة. «يشير مفهوم الجندر أيضًا إلى البناء الاجتماعي الثابت المستمر لما يمكن اعتباره «أنثويًا» أو «ذكريًا» ويعتمد الجندر على القوة والمعايير الاجتماعية الثقافية حول النساء والرجال». يمكن النظر إلى التحيزات الجنسية باعتبارها الطرق التي نحكم بها على الرجال والنساء بالاستناد إلى سماتهم الذكرية والأنثوية المهيمنة.
وُجد أن فئة الذكور مرتبطة بصفات القوة والإنجاز. يربط كل من الإناث والذكور فئة الذكور بقوة أكبر مع كلمات مثل جرأة، وقدرة وقوة مقارنة بفئة الإناث. لا يمكن توقع مدى قوة هذا الارتباط بواسطة المعتقدات الصريحة، مثل الردود على الاستبيانات الخاصة بالصور النمطية للجندر (على سبيل المثال، طُلب من الأفراد المشاركين في الاستبيان التعبير عن مدى تأييدهم لكلمة نسوية). في اختبار الكشف عن تأثير الشهرة الزائفة، أظهرت أسماء الذكور من غير المشاهير احتمالًا أكبر لاعتبارها أسماءً مشهورة مقارنة بأسماء الإناث من غير المشاهير؛ يوفر هذا الدليل على وجود صورة نمطية ضمنية لارتباط الإنجاز بالذكور. أظهرت الإناث ارتباطًا أكبر بالضعف. يميل كل من الرجال والنساء على حد سواء إلى تأييد هذا الارتباط، لكن اقتصر هذا الارتباط لدى الإناث المشاركات في الدراسة على حالات تقديم كلمات إيجابية، مثل الرقة، والوردة واللطف؛ إذ لم تظهر الإناث هذا النمط مع الكلمات الضعيفة والسلبية، مثل الوهن، وسهولة الانقياد والهزال. يظهر عدد من المهن ارتباطات ضمنية مع الجندر. تتعرض مهنة تدريس المرحلة الابتدائية لارتباط ضمني بالإناث، بينما ترتبط مهنة الهندسة ضمنيًا بالذكور.

### تحيزات الجندر في العلوم والهندسة
تكشف اختبارات التداعيات الضمنية وجود ارتباط ضمني للذكور مع العلوم والرياضيات، بينما يظهر ارتباط للإناث مع الفنون واللغة. تمتلك الفتيات في سن التاسعة من العمر صورة نمطية ضمنية لارتباط الرياضيات بالذكور مع تفضيل ضمني للغة على الرياضيات. تظهر النساء ارتباطات ضمنية أكثر قوة وسلبية بالرياضيات مقارنة بالرجال، إذ ترتفع نسبة السلبية الضمنية التي تحملها النساء تجاه الرياضيات بارتفاع درجة ارتباطهن بالهوية الجندرية الأنثوية. تتنبأ قوة مثل هذه الصور النمطية الضمنية، لدى الرجال والنساء على حد سواء، بمواقفهم الصريحة والضمنية تجاه الرياضيات، وإيمانهم بقدراتهم الرياضية وأدائهم في اختبار السات. تتنبأ قوة هذه الصور النمطية الضمنية أيضًا لدى الفتيات في سن المرحلة المدرسية الابتدائية بمفاهيمهن الذاتية الأكاديمية، وإنجازاتهن الأكاديمية وتفضيلاتهن عند الالتحاق بمواد دراسية معينة، إذ تلعب هذه الصور النمطية الضمنية دورًا أكبر حتى من القياسات الصريحة. أظهرت النساء اللاتي حملن درجة أقوى من الصورة النمطية الضمنية لارتباط الرياضيات بالجندر احتمالية أقل لمتابعة مهنة متعلقة بالرياضيات، بغض النظر عن قدرتهن الرياضية الفعلية أو الصور النمطية الصريحة لارتباط الرياضيات بالجندر. قد يرجع ذلك إلى أن النساء ذوات الدرجة الأعلى من الصور النمطية الضمنية لارتباط الرياضيات بالجندر أكثر عرضة لاختبار تهديد الصورة النمطية. بالنتيجة، تظهر النساء اللاتي يمتلكن الصور النمطية الضمنية الأقوى أداءً أسوأ بكثير في اختبار الرياضيات عند ربطه بالجندر مقارنة بالنساء اللاتي يمتلكن الصور النمطية الضمنية الضعيفة.
على الرغم من ازدياد أعداد النساء اللاتي سعين لمتابعة دراسة الهندسة وحصلن على درجات علمية في هذا المجال خلال السنوات العشرين الأخيرة، ما تزال النساء أقل من الرجال في جميع الدرجات العلمية باختلاف مستوياتها في جميع المجالات الهندسية. تمتلك هذه الصور النمطية الضمنية الجندرية قوة كبيرة؛ أظهرت دراسة على أكثر من 500,000 مستجيب من 34 دولة مختلفة انتشار هذه الصورة النمطية الضمنية لدى ما يتجاوز 70% من الأفراد. ترتبط القوة الوطنية للصورة النمطية الضمنية مع الفروقات الوطنية بين الجنسين لدى طلاب الصف الثامن في اختبار «تي آي إم إس إس» العالمي، الذي يمثل الامتحان المعياري للتحصيل في الرياضيات والعلوم حول العالم. يمكن ملاحظة هذا التأثير حتى بعد التحكم الإحصائي في عدم المساواة بين الجنسين بشكل عام. بالإضافة إلى ذلك، أظهرت الدراسات أن الفروقات الفردية في هذه الصورة النمطية الضمنية مرتبطة مع الاهتمام، والمشاركة والأداء في العلوم، بالنسبة لجميع النساء عبر الثقافات المختلفة. فيما يتعلق بالناحية المهنية، تمتلك التحيزات الضمنية والاتجاهات الصريحة اللاحقة تجاه النساء «تأثيرات سلبية على تعليم المرأة، وتوظيفها، وفرصتها في الترقية وثباتها في العمل في مجالات العلوم، والتكنولوجيا، والهندسة والرياضيات».
يمكن ملاحظة تأثيرات مثل هذه التحيزات الضمنية عبر دراسات عديدة بما في ذلك:
- يميل الوالدان إلى تقييم قدرات بناتهن الحسابية بدرجة أقل من الآباء والأمهات الذين يمتلكون أبناء من نفس درجة الأداء في المدرسة.
- تنخفض احتمالية رد أعضاء هيئة التدريس الجامعي على الاستفسارات المتعلقة بالفرص البحثية عند ملاحظهم أن مرسل البريد الإلكتروني امرأة مقارنة باحتمالية الرد على رسالة مطابقة مرسلة من قبل رجل.
- تنخفض احتمالية توظيف أو توجيه الطالبات النساء مقارنة بالرجال بواسطة أعضاء هيئة التدريس في كليات العلوم.

اختبرت إحدى التقارير المشتركة بين مكتب سياسة العلوم والتكنولوجيا ومكتب إدارة شؤون العاملين الحواجز المنهجية بما فيها التحيزات الضمنية التي تؤدي بشكل تقليدي إلى عرقلة تقدم النساء وغيرهن من الأقليات ضعيفة التمثيل في العلوم، والتكنولوجيا، والهندسة والرياضيات (إس تي إي إم) وقدمت توصياتها بشأن الحد من تأثيرات هذه التحيزات. أظهرت الأبحاث قدرة تدريبات التحيز الضمني على تحسين المواقف المتخذة تجاه النساء في مجالات «إس تي إي إم».